# Archédicos
Archédicos (en grec ancien Ἀρχέδικος / Arkhédikos), auteur comique grec du IVe siècle av. J.-C., est l'un des représentants de la « Comédie nouvelle ». 
Athénien, à la scène comme à la ville partisan d'Antipater, le régent de Macédoine, il fut pendant l'oligarchie, en 320-319, l'un des scribes qui remplaçaient alors les secrétaires de la Boulè.

## Sources
- Polybe, Histoires, XII, 13, 3, 7
- Souda, α, 4083